# 363
Cette page concerne l'année 363  du calendrier julien. Pour l'année 363 av. J.-C., voir 363 av. J.-C. Pour le nombre 363, voir 363 (nombre).
L'année 363 est une année commune qui commence un mercredi.

## Événements

Campagne de Julien contre les Perses, 362-363. L'empereur Julien rassemble une armée de 65000 hommes, une flotte de cinquante navires de guerre et de mille bateaux de transport. Il s’assure la coopération du roi d’Arménie, Arsacès, et marche sur la Perse. De succès en succès, il pousse jusqu’à Ctésiphon. Shapur II demande la paix, que, résolu à en finir, Julien repousse. Bientôt, harassé par la guérilla perse, l’armée romaine doit battre en retraite. Julien meurt lors d’une escarmouche.

- 5 mars : l'empereur Julien quitte Antioche. Il envahit la Perse le 4 avril[2].
- 18-19 mars : incendie du Temple d'Apollon Palatin à Rome[1].

- 27-29 avril : siège de Pirisabora qui est rasée par l'armée romaine[3].

- 10-13 mai : Julien assiège et prend la place forte perse de Mahozamalcha[4] (Maiozamalcha ou Maogamalcha).
- 19 mai : tremblement de terre en Palestine[5]. Pétra est détruite.
- 29 mai : Julien défait les Perses devant les murs de leur capitale à la bataille de Ctésiphon[6].

- 16 juin : Julien, après avoir traversé le Tigre et brûlé sa flotte de ravitaillement, doit se replier vers le Nord en direction de la Gordyène. L’expédition subit plusieurs attaques des Perses de Shapur II[7].
- 22 juin : bataille de Maranga, victoire des Romains sur l'armée sassanide.
- 26 juin : mort de l’empereur romain Julien lors de la bataille de Samarra[2].
- 27 juin : le chef des gardes Jovien est proclamé empereur romain par les légions d’Illyrie (fin de règne en 364). Il annule les décrets de Julien contre les chrétiens. Après la retraite des armées romaines, il conclut un traité de paix à l'avantage de Sapor II à Dara. La Perse obtient les cinq satrapies transtigranes (Arzanène, Moxoène, Zabdicène, Rehimène et Gordyène), une partie de la Mésopotamie (Nisibe et Singara) et la suzeraineté sur l’Arménie[7]. Les habitants de Nisibe sont transférés à Amida[1].

- 27 septembre : Jovien est à Édesse, puis rentre à Antioche[1].

- Le maître de cavalerie Jovin de Reims est proclamé par ses légions en Gaule quand Jovien veut le remplacer par un de ses hommes. Il refuse la pourpre[8].
- Les Huns sont sur les bords de la Caspienne[9].
- 363-364 : raids des Austuriens qui envahissent le territoire de Leptis Magna en Tripolitaine. Le comte d'Afrique Romanus demande la livraison de provisions et de 4 000 chameaux pour intervenir, ce que les citoyens de la ville refusent. Romanus se retire, laissant la ville à la merci des Austuriens. Les Tripolitains en appellent à l'empereur Valentinien, qui ordonne une enquête. Mais Romanus réussit à abuser l'envoyé de l'empereur, Palladius, qui rejette la responsabilité sur Leptis Magna[10].

## Décès en 363
- 26 juin : Julien, empereur romain.